# Eupetersia clypeata
Eupetersia clypeata är en biart som beskrevs av Raymond Benoist 1950. Eupetersia clypeata ingår i släktet Eupetersia och familjen vägbin. Inga underarter finns listade i Catalogue of Life.